# Zweites Belvedere

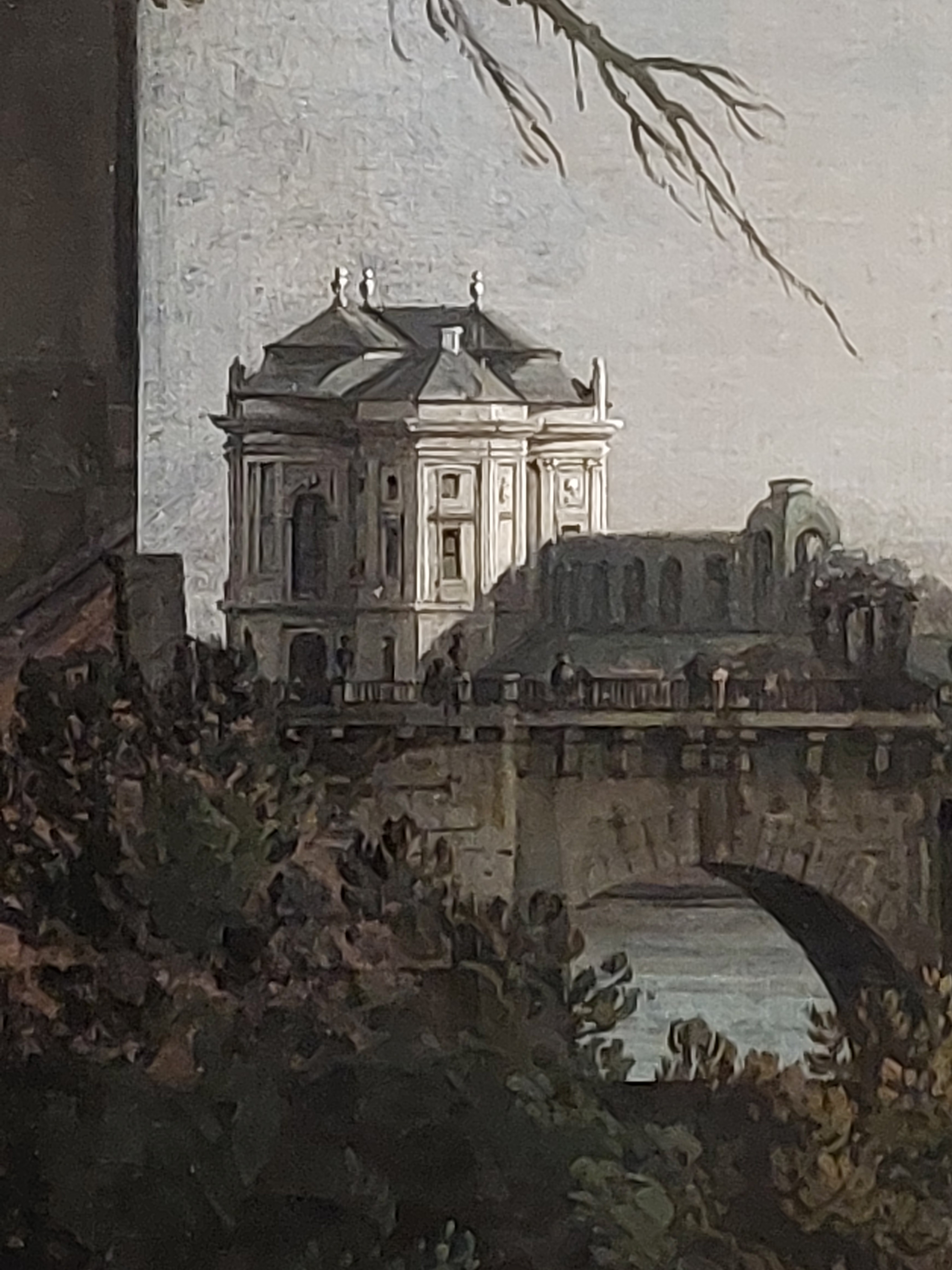
Zweites Belvedere auf der Brühlschen Terrasse
(Ausschnittfoto aus Original: Bellotto - Dresden vom rechten Elbufer unterhalb der Augustusbrücke. Um 1751-53, Gal.-Nr. 630, Staatliche Kunstsammlungen Dresden, dort ganz links im Bild)

Das Zweite Belvedere war ein Rokokobau auf der Brühlschen Terrasse in Dresden und war das zweite der vier Gebäude an diesem Standort. Es wurde von 1748 bis 1751 unter Heinrich Graf von Brühl von Johann Christoph Knöffel errichtet. Es gehörte insgesamt zu einem geschlossenen Bauensemble, das Zeitgenossen als Brühlsche Herrlichkeiten bezeichneten und kennzeichnete den Höhepunkt des Dresdner Rokoko. 1759 auf Befehl Friedrichs II. zerstört, folgte ihm erst 1814 das Dritte Belvedere.

## Geschichte

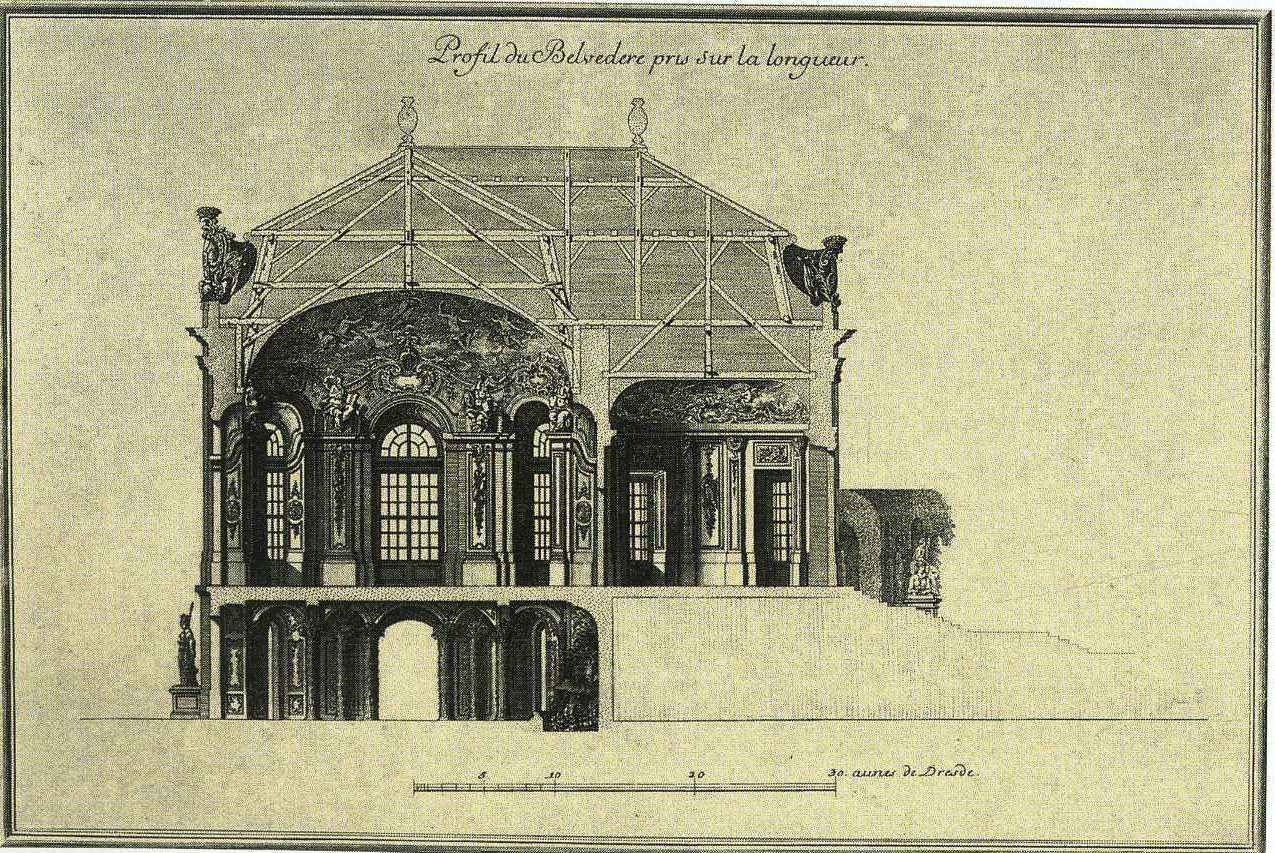
Schnitt

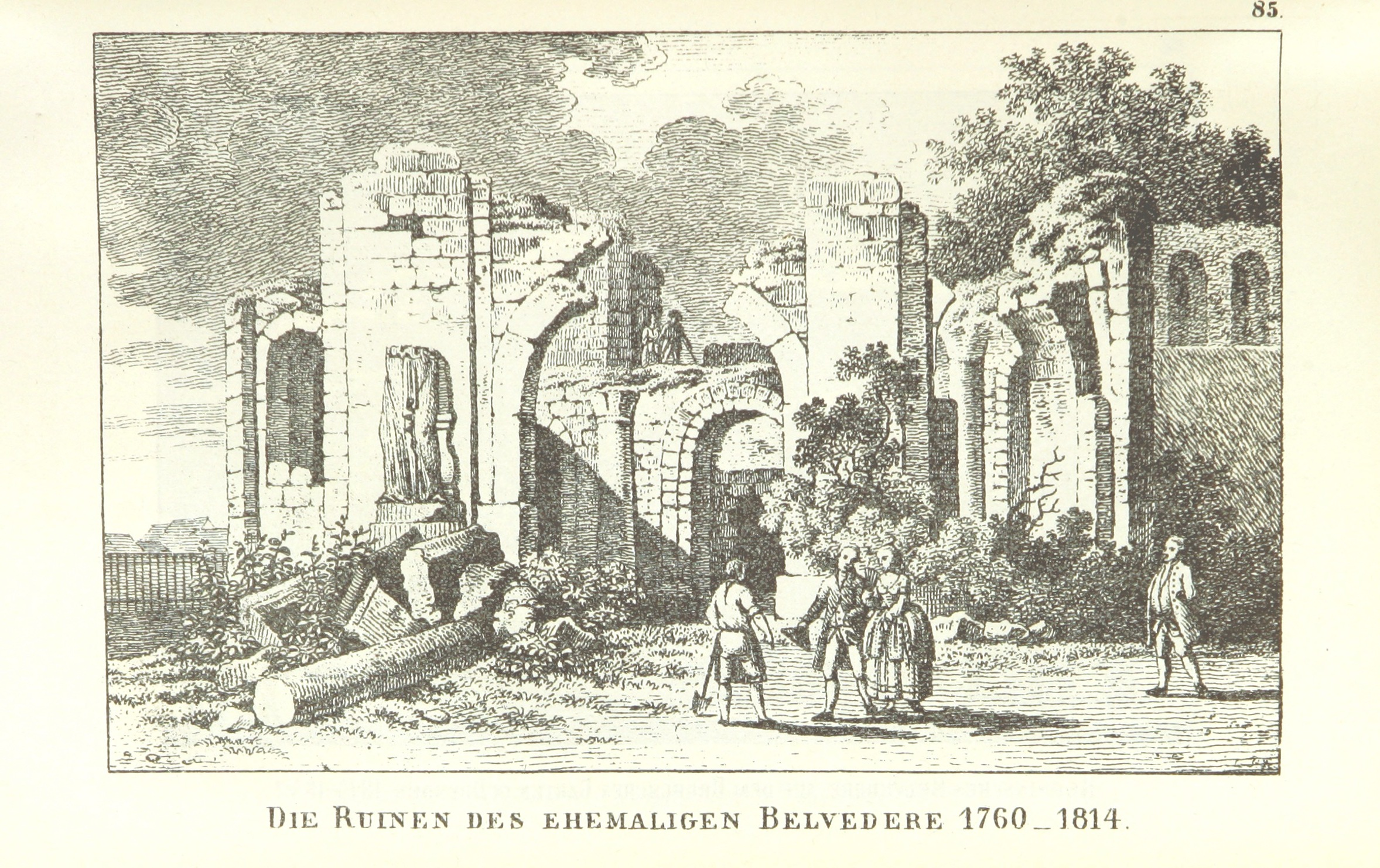
Die Ruinen des ehemaligen Belvedere 1760–1814

Im Jahr 1748 wurde mit dem Bau des zweiten Belvedere begonnen, nachdem Heinrich Graf von Brühl sich die Jungfernbastei hatte übereignen lassen. Brühl beauftragte den Hofbaumeister Johann Christoph Knöffel mit der Gestaltung dieses Abschnitts. Nach einer Bauzeit von drei Jahren war das äußere Erscheinungsbild des Belvedere fertiggestellt. Bis 1753 dauerte der Ausbau. Im Jahr 1759 wurde das Belvedere im Siebenjährigen Krieg auf Befehl Friedrichs II. als Racheakt am Grafen von Brühl zerstört.

## Beschreibung
Der Grundriss des Baus im ersten Obergeschoss bestand aus vier Räumen unterschiedlicher Form und Größe. Ein elliptischer Vor- und Hauptbau bildete die Hauptachse. Zwei rechteckige Räume flankierten den Vorbau zu beiden Seiten und waren in den Zwickeln der beiden elliptischen Bauten angebracht worden. Mitwirkende Künstler waren Antonio Giuseppe Bossi als Stuckateur, Johann Gottfried Knöffler als Bildhauer, Johann Engelhard als Marmorierer und Joseph Deibel als Bildschnitzer. Knöffler gestaltete die beiden Sphinxe, die die Zerstörung des zweiten Belvedere als einzige überstanden haben und heute neben den Freitreppen auf der Gartenseite zu finden sind.

### Vestibül
Über den Garten gelangte man über eine großzügig angelegte Freitreppe in einen kleinen, ovalen Vorraum. Die Freitreppe war in drei große Treppenteile abgestuft und hatte einen elliptisch gekurvten Grundriss. Der Vorbau hatte ebenso wie die Freitreppe einen elliptischen Grundriss und diente als Vestibül. Das Vestibül hatte Fenstertüren mit geradem oberem Abschluss. Der Bau hatte eine ebene Decke mit einer „sehr kräftigen Kehlung“. Das Deckengemälde im Vestibül schuf Stefano Torelli.

### Großer Festsaal
Von dem kleinen Vorbau betrat man den Hauptbau, der doppelt so groß wie der Vorbau und 17 Meter lang war. Der Hauptbau bestand aus dem Festsaal und hatte genauso wie die Freitreppe und der Vorbau einen elliptischen Grundriss. Der Festsaal hatte fünf hohe Fenstertüren, die sich zur Elbseite hin öffneten. Die Decke des Festsaales war mit einem Scheitelpunkt von 12 Metern so hoch, dass sich diese bis in den Dachstuhl hineinwölbte. Die Fenstertüren des Festsaales waren bedeutend höher als die des Vestibüls und hatten Rundbogenabschluss. Zwischen den Fenstertüren befanden sich an der Wand Pilaster, die das verkröpfte Gebälk trugen. Oberhalb des Gebälks befanden sich vollplastisch ausgestaltete Stuckaturen in „sehr bewegten Formen mit weiblichen Figuren“. Dieses Stuckdekor bildete den Rahmen für ein großes Deckengemälde angefertigt von Louis de Silvestre. Sobald jedoch das Gebälk die gebogenen Seitenwände der Fenstertüren erreichten, „senkten sich [diese] in den gebogenen Laibungen volutenförmig herab zu den Kämpfern der Fenstertüren“. Die Dekoration bildete den „Höhepunkt des Dresdner Rokoko“, der Pöppelmanns spätbarocken Zwingerstil weiterführte und den französischen Hotelstil in der Innenarchitektur aufnahm. Zu beiden Seiten des Vorbaus befanden sich zwei rechteckige Räume mit abgeschrägten Gebäudeecken. Diese waren in den Zwickeln des elliptisch geformten Vor- und Hauptbaus errichtet worden.

### Grottensaal
Im Erdgeschoss befand sich eine als Grottensaal gestaltete „Sala Terrena“, die sich unter dem Festsaal befand. Dieser war ebenfalls von elliptischem Grundriss und befand sich zu ebener Erde des Wallumganges. Acht freistehende Säulen trugen das Deckengewölbe des Grottensaals im Erdgeschoss, das an heißen Sommertagen einen kühlen Aufenthalt bot. Die Säulen waren dabei wie Palmen „mit schuppigen Stämmen und Wedeln als Kapitelle“ gestaltet. „Tropfsteinverkleidungen der Wände, sowie ein Brunnen an der Innenseite des Raumes, aus Felsen und Muscheln gebildet, mit Wassergöttern, die sich dazwischen tummelten, sorgten für eine kühle erfrischende Atmosphäre“.

## Darstellung in der Kunst
Die einzige bekannte Darstellung in der Kunst, die während der wenigen Jahre der Existenz dieses Belvedere erfolgte, ist die Vedute von Bernardo Bellotto, die evtl. im Auftrag von Oberrechnungsinspektor Johann Heinrich Christian Spahn gefertigt wurde („Dresden vom rechten Elbufer unterhalb der Augustusbrücke“, eingeordnet um 1751–53), welche sich unter der Inventarnummer Gal.-Nr. 630 in den Staatlichen Kunstsammlungen Dresden befindet: Dort ist es unscheinbar ganz links im Bild festgehalten worden.